# Elmer Kreuzspitze
Elmer Kreuzspitze är en bergstopp i Österrike.   Den ligger i distriktet Reutte och förbundslandet Tyrolen, i den västra delen av landet, 400 km väster om huvudstaden Wien. Toppen på Elmer Kreuzspitze är 2 480 meter över havet, eller 788 meter över den omgivande terrängen. Bredden vid basen är 7,0 km.
Terrängen runt Elmer Kreuzspitze är huvudsakligen bergig, men åt sydost är den kuperad. Närmaste större samhälle är Imst, 16,6 km sydost om Elmer Kreuzspitze. 
I omgivningarna runt Elmer Kreuzspitze växer i huvudsak barrskog. Runt Elmer Kreuzspitze är det ganska glesbefolkat, med 26 invånare per kvadratkilometer.